# U 84 (U-Boot, 1941)
U 84 war ein deutsches U-Boot vom Typ VII B, das im Zweiten Weltkrieg von der deutschen Kriegsmarine eingesetzt wurde.

## Geschichte
Der Auftrag für das Boot wurde am 9. Juni 1938 an die Flender-Werke in Lübeck vergeben. Die Kiellegung erfolgte am 9. November 1939, der Stapellauf am 26. Februar 1941. Die Indienststellung unter Oberleutnant zur See Horst Uphoff fand schließlich am 29. April 1941 statt. Wie die meisten deutschen U-Boote seiner Zeit führte auch U 84 ein bootsspezifisches Zeichen am U-Boot-Turm: einen heulenden Wolf mit eingekniffenem Schwanz.
Das Boot gehörte nach seiner Indienststellung am 29. April 1941 bis zu seinem Verlust im August 1943 als Ausbildungs- und Frontboot zur 1. U-Flottille in Kiel und Brest.

## Einsatzstatistik
Kommandant Horst Uphoff führte U 84 während seiner Dienstzeit auf acht Unternehmungen, auf denen er sechs Schiffe mit einer Gesamttonnage von 29.905 BRT versenkte und eines mit einer Tonnage von 7.176 BRT beschädigte.

### Erste Unternehmung
Das Boot lief am 9. August 1941 um 19.00 Uhr von Bergen aus und am 22. September 1941 um 12.30 Uhr in Lorient ein. Auf dieser 44 Tage dauernden Unternehmung legte das Boot zirka 6.150 sm über und 290 sm unter Wasser zurück. Diese Unternehmung führte das Boot in den Nordatlantik und südwestlich von Island. Dabei wurden keine Schiffe versenkt oder beschädigt. U 84 gehörte zu den U-Bootgruppen mit den Tarnnamen „Grönland“ und „Markgraf“, die nach Maßgabe der von Karl Dönitz entwickelten Rudeltaktik das Gefecht mit alliierten Geleitzügen suchen sollten.

### Zweite Unternehmung
Das Boot lief am 16. Oktober 1941 um 13.30 Uhr von Lorient aus und am 18. November 1941 in Brest ein. Auf dieser 34 Tage langen Unternehmung in den Nordatlantik südöstlich von Grönland und Neufundland wurden keine Schiffe versenkt oder beschädigt. U 84 gehörte zu den U-Bootgruppen mit den Tarnnamen „Schlagetot“ und „Raubritter“.

### Dritte Unternehmung
Das Boot lief am 21. Dezember 1941 um 18.00 Uhr von Brest aus und am 7. Februar 1942 um 14.15 Uhr wieder dort ein. Auf dieser 48 Tage dauernden Unternehmung in den Westatlantik zur Neufundlandbank und vor Nova Scotia wurden keine Schiffe versenkt oder beschädigt.

### Vierte Unternehmung
Das Boot lief am 16. März 1942 um 18.02 Uhr von Brest aus und am 15. Mai 1942 um 14.30 Uhr wieder dort ein. U 84 lief zur Übernahme von Torpedos am 17. März in Lorient ein und am gleichen Tag wieder aus. Es übernahm am 2. April 1942 von U A 19 m³ Brennstoff. Auf dieser 50 Tage dauernden Unternehmunge legte das Boot 8.306 sm über und 322 sm unter Wasser zurück. Auf dieser Unternehmung patrouillierte das Boot im Nord- und Westatlantik und vor der Ostküste der USA. Dabei wurden zwei Schiffe mit zusammen 8.240 BRT versenkt.
- 8. April 1942: Versenkung des jugoslawischen Dampfers Nemanja (Lage) mit 5.226 BRT. Der Dampfer wurde durch einen Torpedo versenkt. Er hatte 7.207 t Zucker geladen und war auf dem Weg von Halifax (Nova Scotia) nach Großbritannien. Es gab 13 Tote und 34 Überlebende.
- 21. April 1942: Versenkung des panamaischen Dampfers Chenango mit 3.014 BRT. Der Dampfer wurde durch zwei Torpedos versenkt. Er hatte Manganerz geladen und war auf dem Weg von Santos nach Baltimore. Es gab 36 Tote und einen Überlebenden.

### Fünfte Unternehmung
Das Boot lief am 10. Juni 1942 um 21.00 Uhr von Brest aus und am 13. August 1942 um 18.30 Uhr wieder dort ein. Es wurde am 27. Juni 1942 von U 459 mit 61 m³ Brennstoff und Proviant versorgt und am 31. Juli 1942 von U 463 mit 12 m³ Brennstoff. Auf dieser 64 Tage dauernden und zirka 10.660 sm über und 633 sm unter Wasser langen Unternehmung in den Nordatlantik westlich von Spanien, den Westatlantik und die Karibik wurden drei Schiffe mit 14.206 BRT versenkt und ein Schiff mit 7.176 BRT beschädigt. U 84 gehörte zur Gruppe „Endrass“.
- 23. Juni 1942: Versenkung des norwegischen Dampfers Torvanger (Lage) mit 6.568 BRT. Der Dampfer wurde durch zwei Torpedos versenkt. Er hatte 8.000 t Flugzeugteile und Stückgut geladen und befand sich auf dem Weg von New York und Halifax (Nova Scotia) nach Alexandria. Es gab vier Tote und 33 Überlebende.
- 13. Juli 1942: Versenkung des US-amerikanischen Dampfers Andrew Jackson mit 5.990 BRT. Der Dampfer wurde durch zwei Torpedos versenkt. Er fuhr in Ballast und war auf dem Weg von Cristóbal nach Key West. Es gab drei Tote und 46 Überlebende.
- 19. Juli 1942: Versenkung des honduranischen Dampfers Baja California (Lage) mit 1.648 BRT. Der Dampfer wurde durch zwei Torpedos versenkt. Er hatte Stückgut sowie Tabak geladen und befand sich auf dem Weg von New Orleans nach Key West. Es gab drei Tote und 34 Überlebende.
- 21. Juli 1942: Beschädigung des US-amerikanischen Dampfers William Cullen Bryant mit 7.176 BRT. Der Dampfer wurde durch einen Torpedo beschädigt. Er hatte Zucker geladen und befand sich auf dem Weg von Hilo nach Philadelphia. Er lief am 23. Juli 1942 in Key West ein. Das Schiff gehörte zum Konvoi TAW-4J.

### Sechste Unternehmung
Das Boot lief am 29. September 1942 um 17.45 Uhr von Brest aus und am 7. Dezember 1942 um 12.30 Uhr wieder dort ein. Es wurde am 26. November 1942 von U 460 mit Brennstoff und Proviant versorgt. Auf dieser 69 Tage dauernden Unternehmung legte das Boot zirka 8.850 sm über und 281 sm unter Wasser zurück. Auf dieser Unternehmung patrouillierte U 84 im Nordatlantik und östlich von Neufundland. Kommandant Uphoff versenkte ein Schiff mit 7.459 BRT. U 84 gehörte zu U-Bootgruppen mit den Tarnnamen „Panther“, „Veilchen“ und „Kreuzotter“.
- 2. November 1942: Versenkung des britischen Dampfers Empire Sunrise mit 7.459 BRT. Der Dampfer wurde durch zwei Torpedos versenkt. Er hatte 10.000 t Stahl und Holz geladen und befand sich auf dem Weg von Three Rivers über Sydney nach Belfast. Das Schiff gehörte zum Konvoi SC-107 mit 42 Schiffen. Es gab keine Verluste und 51 Überlebende.

### Siebente Unternehmung
Das Boot lief am 17. Februar 1943 um 15.30 Uhr von Brest aus und am 4. Mai 1943 um 22.00 Uhr wieder dort ein. Es wurde am 25. April 1943 von U 487 mit Brennstoff und Proviant versorgt. Auf dieser 77 Tage dauernden Fahrt legte das Boot zirka 10.000 sm über und 230 sm unter Wasser zurück. Die Unternehmung führte das Boot in den Nordatlantik, nordöstlich Neufundland, südlich von Grönland und südöstlich von Island. Es wurden keine Schiffe versenkt oder beschädigt. U 84 gehörte zu den U-Bootgruppen mit den Tarnnamen „Burggraf“, „Sturmbock“, „Wildfang“, „Seewolf“, „Adler“, „Meise“ und „Specht“.

### Achte Unternehmung
Das Boot lief am 10. Juni 1943 um 11.30 Uhr von Brest aus und wurde am 7. August 1943 versenkt. U 84 wurde am 23. Juni 1943 von U 536 mit 40 m³ Brennstoff versorgt. Auf dieser 71 Tage dauernden Unternehmung in den Mittelatlantik und südwestlich der Azoren, wurden keine Schiffe versenkt oder beschädigt.

## Verbleib
U 84 wurde am 19. August 1943 im Nordatlantik durch einen Lufttorpedo eines US-amerikanischen Bombers vom Typ B-24 Liberator auf der Position 27° 55′ N, 68° 3′ W versenkt. Alle 46 Besatzungsmitglieder kamen dabei ums Leben.
U 84 verlor während seiner Dienstzeit vor der Versenkung keine Besatzungsmitglieder.
Nach Busch, Röll Band 4, S. 135 ist „U 84 seit dem 07.08.1943 im Westatlantik verschollen. Das letzte Funksignal des Bootes erfolgte am 7. August 1943. Nachdem keine weitere Meldung mehr einging, wurde U 84 am 26. August 1943 für vermisst erklärt. Die frühere Annahme, dass U 84 am 24. August 1943 durch Avengers des Squadron VC-13 des Geleitträgers CORE versenkt worden sei, ist nicht zutreffend. Das von den Avenger angegriffene Objekt war wahrscheinlich kein U-Boot.“